# Tortor pulchra
Tortor pulchra är en insektsart som beskrevs av Evans 1966. Tortor pulchra ingår i släktet Tortor och familjen dvärgstritar. Inga underarter finns listade i Catalogue of Life.